# Desierto de Almería
Desierto de Almería (spanisch für Wüste von Almería) ist ein andalusisches Weinbaugebiet in der Provinz Almería. Im europäischen System der Herkunftsbezeichnungen hat es den Status einer geschützten geografischen Angabe (kurz g.g.A.; spanisch Indicación Geográfica Protegida, kurz IGP), was im traditionellen spanischen System einem Landwein (spanisch Vino de la Tierra, kurz VdlT) entspricht.
Obwohl in der aktuellen, aber einige Jahre zurückliegenden Statistik zur Saison 2021/2022 des spanischen Landwirtschaftsministeriums keine Aktivität und Produktion im Weinbaugebiet verzeichnet ist, wird von der Weinkellerei Bodegas Perfer derzeit Wein mit der Herkunftsbezeichnung vertrieben (Stand Mai 2024).

## Lage
Das Gebiet liegt nördlich bzw. nordöstlich der Stadt Almería. Die Lagen befinden sich südlich der Sierra de los Filabres im Campo de Tabernas, was die Ebene östlich der Wüste von Tabernas darstellt. Gegenüber der Wüste von Tabernas liegt das Weinbaugebiet Ribera del Andarax.
Zum Weinbaugebiet gehören die Gemeinden Alcudia de Monteagud, Benitagla, Benizalón, Castro de Filabres, Lubrín, Lucainena de las Torres, Olula de Castro, Senés, Sorbas, Tabernas, Tahal, Turrillas, Uleila del Campo y Velefique.

## Weine
Die zugelassenen weißen Rebsorten sind Chardonnay, Moscatel, Macabeo und Sauvignon Blanc, bei den roten Rebsorten sind es Tempranillo, Cabernet Sauvignon, Monastrell, Merlot, Syrah und Garnacha Tinta. Daraus dürfen Weißwein, Roséwein und Rotwein mit beliebigem Restzuckergehalt hergestellt werden.